# 1 Pułk Konny Ochotników Żmudzkich

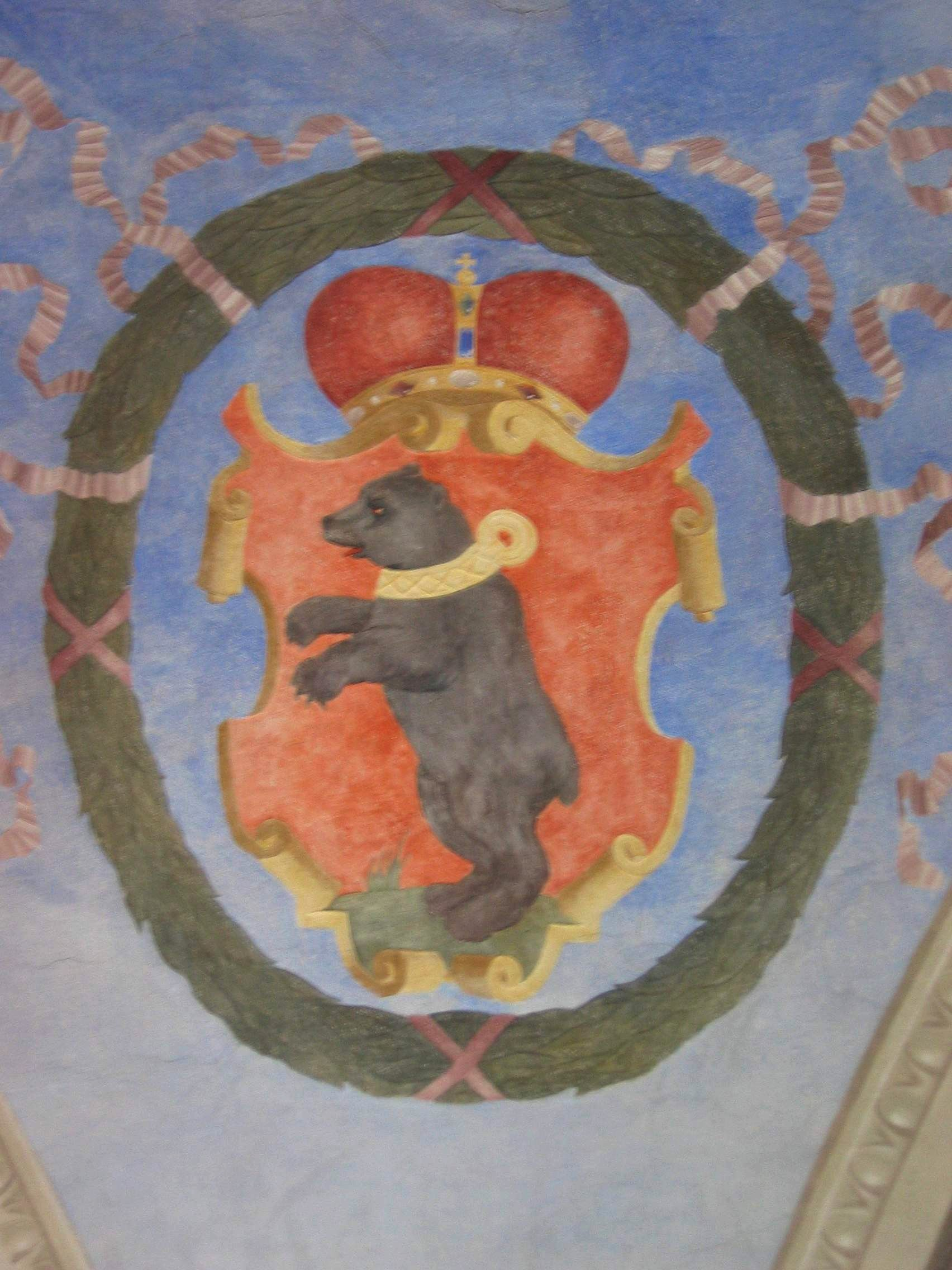
Herb Księstwa Żmudzkiego
I Rzeczypospolitej

1 Pułk Konny Ochotoników Żmudzkich (albo 1 Pułk Konny Księstwa Żmudzkiego) – oddział jazdy armii Wielkiego Księstwa Litewskiego wojska I Rzeczypospolitej okresu powstania kościuszkowskiego.
Dowódcą oddziału był gen. mjr Jan Nagórski.